# Колесников, Виктор Александрович
Виктор Александрович Колесников — советский хозяйственный и государственный деятель, лауреат Государственной премии СССР за выдающиеся достижения в труде.

## Биография
Родился в 1941 году на территории современной Ростовской области. Член КПСС.
В 1966—2001 годах — горнорабочий очистного забоя, проходчик, бригадир проходчиков шахты «Аютинская» треста «Ростовуголь» Министерства угольной промышленности СССР / ОАО «Ростовуголь».
Под руководством Колесникова бригада неоднократно устанавливала рекорды по проходке подземных выработок в горных условиях восточной части Донецкого угольного бассейна.
За большой личный вклад в увеличение добычи угля, ускорение роста продуктивности труда и экономию ресурсов был в составе коллектива удостоен Государственной премии СССР за выдающиеся достижения в труде 1988 года.
Умер в Шахтах в 2024 году.

## Награды
- Орден Трудового Красного Знамени
- Орден Знак Почёта
- Орден Трудовой Славы III степени